# Vicenta María López y Vicuña
Vicenta María López y Vicuña (* 22. März 1847 in Cascante, Spanien; † 26. Dezember 1890 in Madrid, Spanien) war eine spanische Ordensgründerin. Sie ist eine Heilige der katholischen Kirche.
Vicenta Maria fing 19-jährig an, sich um die religiöse Bildung von weiblichen Hausangestellten zu kümmern. Zusammen mit ihrer Tante gründete sie ein Heim für arbeitsuchende Mädchen, aus dem 1876 die Ordensgemeinschaft der Töchter der Unbefleckten Empfängnis der Maria hervorging. Der Orden erhielt 1888 die päpstliche Bestätigung.
Vicenta María López y Vicuña  wurde 1950 von Papst Pius XII. selig- und 1975 von Papst Paul VI. heiliggesprochen.